# FA Youth Cup
La FA Youth Cup (Football Association Youth Challenge Cup), créée en 1952, est une épreuve ouverte aux équipes de la catégorie des moins de 18 ans des clubs de football anglais et gallois. Elle est organisée par la Fédération d'Angleterre de football.
L'équivalent en France est la Coupe Gambardella.

## Palmarès
| Édition                                                | Saison       | Vainqueur               | Finaliste               | Score                | Détails                              | Détails                              | Détails                              |
| FA Youth Cup                                           | FA Youth Cup | FA Youth Cup            | FA Youth Cup            | FA Youth Cup         | Aller                                | Retour                               | Match(s) d'appui                     |
| ------------------------------------------------------ | ------------ | ----------------------- | ----------------------- | -------------------- | ------------------------------------ | ------------------------------------ | ------------------------------------ |
| 1re                                                    | 1952 – 1953  | Manchester United       | Wolverhampton Wanderers | 9 – 3                | 7 – 1                                | 2 – 2                                |                                      |
| 2e                                                     | 1953 – 1954  | Manchester United (2)   | Wolverhampton Wanderers | 5 – 4                | 4 – 4                                | 1 – 0                                |                                      |
| 3e                                                     | 1954 – 1955  | Manchester United (3)   | West Bromwich Albion    | 7 – 1                | 4 – 1                                | 3 – 0                                |                                      |
| 4e                                                     | 1955 – 1956  | Manchester United (4)   | Chesterfield            | 4 – 3                | 3 – 2                                | 1 – 1                                |                                      |
| 5e                                                     | 1956 – 1957  | Manchester United (5)   | West Ham United         | 8 – 2                | 3 – 2                                | 5 – 0                                |                                      |
| 6e                                                     | 1957 – 1958  | Wolverhampton Wanderers | Chelsea                 | 7 – 6                | 1 – 5                                | 6 – 1                                |                                      |
| 7e                                                     | 1958 – 1959  | Blackburn Rovers        | West Ham United         | 2 – 1                | 1 – 1                                | 1 – 0                                |                                      |
| 8e                                                     | 1959 – 1960  | Chelsea                 | Preston North End       | 5 – 2                | 1 – 1                                | 4 – 1                                |                                      |
| 9e                                                     | 1960 – 1961  | Chelsea (2)             | Everton                 | 5 – 3                | résultats manquants                  | résultats manquants                  | résultats manquants                  |
| 10e                                                    | 1961 – 1962  | Newcastle United        | Wolverhampton Wanderers | 2 – 1                | résultats manquants                  | résultats manquants                  | résultats manquants                  |
| 11e                                                    | 1962 – 1963  | West Ham United         | Liverpool               | 6 – 5                | 1 – 3                                | 5 – 2                                |                                      |
| 12e                                                    | 1963 – 1964  | Manchester United (6)   | Swindon Town            | 5 – 2                | 1 – 1                                | 4 – 1                                |                                      |
| 13e                                                    | 1964 – 1965  | Everton                 | Arsenal                 | 3 – 2                | résultats manquants                  | résultats manquants                  | résultats manquants                  |
| 14e                                                    | 1965 – 1966  | Arsenal                 | Sunderland              | 5 – 3                | résultats manquants                  | résultats manquants                  | résultats manquants                  |
| 15e                                                    | 1966 – 1967  | Sunderland              | Birmingham City         | 2 – 0                | 1 – 0                                | 1 – 0                                |                                      |
| 16e                                                    | 1967 – 1968  | Burnley                 | Coventry City           | 3 – 2                | 1 – 2                                | 2 – 0                                |                                      |
| 17e                                                    | 1968 – 1969  | Sunderland (2)          | West Bromwich Albion    | 6 – 3                | résultats manquants                  | résultats manquants                  | résultats manquants                  |
| 18e                                                    | 1969 – 1970  | Tottenham Hotspur       | Coventry City           | 4 – 3                | 1 – 0                                | 0 – 1                                | 2 – 2, puis 1 – 0                    |
| 19e                                                    | 1970 – 1971  | Arsenal (2)             | Cardiff City            | 2 – 0                | 0 – 0                                | 2 – 0                                |                                      |
| 20e                                                    | 1971 – 1972  | Aston Villa             | Liverpool               | 5 – 2                | 1 – 0                                | 4 – 2                                |                                      |
| 21e                                                    | 1972 – 1973  | Ipswich Town            | Bristol City            | 4 – 1                | 3 – 0                                | 1 – 1                                |                                      |
| 22e                                                    | 1973 – 1974  | Tottenham Hotspur (2)   | Huddersfield Town       | 2 – 1                | 1 – 1                                | 1 – 0                                |                                      |
| 23e                                                    | 1974 – 1975  | Ipswich Town (2)        | West Ham United         | 4 – 1                | 3 – 0                                | 1 – 1                                |                                      |
| 24e                                                    | 1975 – 1976  | West Bromwich Albion    | Wolverhampton Wanderers | 5 – 0                | 2 – 0                                | 3 – 0                                |                                      |
| 25e                                                    | 1976 – 1977  | Crystal Palace          | Everton                 | 1 – 0                | résultats manquants                  | résultats manquants                  | résultats manquants                  |
| 26e                                                    | 1977 – 1978  | Crystal Palace (2)      | Aston Villa             | 1 – 0                | La finale se joue sur un seul match. | La finale se joue sur un seul match. | La finale se joue sur un seul match. |
| 27e                                                    | 1978 – 1979  | Millwall                | Manchester City         | 2 – 0                | 0 – 0                                | 2 – 0                                |                                      |
| 28e                                                    | 1979 – 1980  | Aston Villa (2)         | Manchester City         | 3 – 2                | 3 – 1                                | 0 – 1                                |                                      |
| 29e                                                    | 1980 – 1981  | West Ham United (2)     | Tottenham Hotspur       | 2 – 1                | 2 – 0                                | 0 – 1                                |                                      |
| 30e                                                    | 1981 – 1982  | Watford                 | Manchester United       | 7 – 6                | 3 – 2                                | 4 – 4ap                              |                                      |
| 31e                                                    | 1982 – 1983  | Norwich City            | Everton                 | 6 – 5                | 3 – 2                                | 2 – 3                                | 1 – 0ap                              |
| 32e                                                    | 1983 – 1984  | Everton (2)             | Stoke City              | 4 – 2                | 2 – 2                                | 2 – 0                                |                                      |
| 33e                                                    | 1984 – 1985  | Newcastle United (2)    | Watford                 | 4 – 1                | 0 – 0                                | 4 – 1                                |                                      |
| 34e                                                    | 1985 – 1986  | Manchester City         | Manchester United       | 3 – 1                | 1 – 1                                | 2 – 0                                |                                      |
| 35e                                                    | 1986 – 1987  | Coventry City           | Charlton                | 2 – 1                | 1 – 1                                | 1 – 0                                |                                      |
| 36e                                                    | 1987 – 1988  | Arsenal (3)             | Doncaster Rovers        | 6 – 1                | 5 – 0                                | 1 – 1                                |                                      |
| 37e                                                    | 1988 – 1989  | Watford (2)             | Manchester City         | 2 – 1                | 0 – 1                                | 2 – 0ap                              |                                      |
| 38e                                                    | 1989 – 1990  | Tottenham Hotspur (3)   | Middlesbrough           | 3 – 2                | 2 – 1                                | 1 – 1                                |                                      |
| 39e                                                    | 1990 – 1991  | Millwall (2)            | Sheffield Wednesday     | 3 – 0                | 3 – 0                                | 0 – 0                                |                                      |
| 40e                                                    | 1991 – 1992  | Manchester United (7)   | Crystal Palace          | 6 – 3                | 3 – 1                                | 3 – 2                                |                                      |
| 41e                                                    | 1992 – 1993  | Leeds United            | Manchester United       | 4 – 1                | 2 – 0                                | 2 – 1                                |                                      |
| 42e                                                    | 1993 – 1994  | Arsenal (4)             | Millwall                | 5 – 3                | 2 – 3                                | 3 – 0                                |                                      |
| 43e                                                    | 1994 – 1995  | Manchester United (8)   | Tottenham Hotspur       | 2 – 2 4 – 3 t. a. b. | 1 – 2                                | 1 – 0                                |                                      |
| 44e                                                    | 1995 – 1996  | Liverpool               | West Ham United         | 4 – 1                | 2 – 0                                | 2 – 1                                |                                      |
| 45e                                                    | 1996 – 1997  | Leeds United (2)        | Crystal Palace          | 3 – 2                | 2 – 1                                | 1 – 0                                |                                      |
| 46e                                                    | 1997 – 1998  | Everton (3)             | Blackburn Rovers        | 5 – 3                | 3 – 1                                | 2 – 2                                |                                      |
| 47e                                                    | 1998 – 1999  | West Ham United (3)     | Coventry City           | 9 – 0                | 3 – 0                                | 6 – 0                                |                                      |
| 48e                                                    | 1999 – 2000  | Arsenal (5)             | Coventry City           | 5 – 1                | 3 – 1                                | 2 – 0                                |                                      |
| 49e                                                    | 2000 – 2001  | Arsenal (6)             | Blackburn Rovers        | 6 – 3                | 5 – 0                                | 1 – 3                                |                                      |
| 50e                                                    | 2001 – 2002  | Aston Villa (3)         | Everton                 | 4 – 2                | 3 – 1                                | 0 – 1                                |                                      |
| 51e                                                    | 2002 – 2003  | Manchester United (9)   | Middlesbrough           | 3 – 1                | 2 – 0                                | 1 – 1                                |                                      |
| 52e                                                    | 2003 – 2004  | Middlesbrough           | Aston Villa             | 4 – 0                | 3 – 0                                | 1 – 0                                |                                      |
| 53e                                                    | 2004 – 2005  | Ipswich Town (3)        | Southampton             | 3 – 2                | 1 – 0                                | 2 – 2                                |                                      |
| 54e                                                    | 2005 – 2006  | Liverpool (2)           | Manchester City         | 3 – 2                | 3 – 0                                | 0 – 2                                |                                      |
| 55e                                                    | 2006 – 2007  | Liverpool (3)           | Manchester United       | 2 – 2 4 – 2 t. a. b. | 1 – 2                                | 1 – 0                                |                                      |
| 56e                                                    | 2007 – 2008  | Manchester City (2)     | Chelsea                 | 4 – 2                | 1 – 1                                | 3 – 1                                |                                      |
| 57e                                                    | 2008 – 2009  | Arsenal (7)             | Liverpool               | 6 – 2                | 2 – 1                                | 4 – 1                                |                                      |
| 58e                                                    | 2009 – 2010  | Chelsea (3)             | Aston Villa             | 3 – 2                | 1 – 1                                | 2 – 1                                |                                      |
| 59e                                                    | 2010 – 2011  | Manchester United (10)  | Sheffield United        | 6 – 3                | 2 – 2                                | 4 – 1                                |                                      |
| 60e                                                    | 2011 – 2012  | Chelsea (4)             | Blackburn Rovers        | 4 – 1                | 4 – 0                                | 0 – 1                                |                                      |
| 61e                                                    | 2012 – 2013  | Norwich City (2)        | Chelsea                 | 4 – 2                | 1 – 0                                | 3 – 2                                |                                      |
| 62e                                                    | 2013 – 2014  | Chelsea (5)             | Fulham                  | 7 – 6                | 2 – 3                                | 5 – 3                                |                                      |
| 63e                                                    | 2014 – 2015  | Chelsea (6)             | Manchester City         | 5 – 2                | 3 – 1                                | 2 – 1                                |                                      |
| 64e                                                    | 2015 – 2016  | Chelsea (7)             | Manchester City         | 4 – 2                | 1 – 1                                | 3 – 1                                |                                      |
| 65e                                                    | 2016 – 2017  | Chelsea (8)             | Manchester City         | 6 – 2                | 1 – 1                                | 5 – 1                                |                                      |
| 66e                                                    | 2017 – 2018  | Chelsea (9)             | Arsenal                 | 7 – 1                | 3 – 1                                | 4 – 0                                |                                      |
| A partir de 2018, la finale se joue sur un seul match. |              |                         |                         |                      |                                      |                                      |                                      |
| 67e                                                    | 2018 – 2019  | Liverpool (4)           | Manchester City         | 1 – 1 5 – 3 t. a. b. |                                      |                                      |                                      |
| 68e                                                    | 2019 – 2020  | Manchester City (3)     | Chelsea                 | 3 – 2                |                                      |                                      |                                      |
| 69e                                                    | 2020 – 2021  | Aston Villa (4)         | Liverpool               | 2 – 1                |                                      |                                      |                                      |
| 70e                                                    | 2021 – 2022  | Manchester United (11)  | Nottingham Forest       | 3 – 1                |                                      |                                      |                                      |
| 71e                                                    | 2022 – 2023  | West Ham United (4)     | Arsenal                 | 5 – 1                |                                      |                                      |                                      |
| 72e                                                    | 2023 – 2024  | Manchester City (4)     | Leeds United            | 4 – 0                |                                      |                                      |                                      |
| 73e                                                    | 2024 – 2025  | Aston Villa (4)         | Manchester City         | 3 – 1                |                                      |                                      |                                      |

### Palmarès par club
| Rang | Club                    | Victoires (éditions)                                                  | Finales perdues |
| ---- | ----------------------- | --------------------------------------------------------------------- | --------------- |
| 1    | Manchester United       | 11 (1953, 1954, 1955, 1956, 1957, 1964, 1992, 1995, 2003, 2011, 2022) | 4               |
| 2    | Chelsea                 | 9 (1960, 1961, 2010, 2012, 2014, 2015, 2016, 2017, 2018)              | 4               |
| 3    | Arsenal                 | 7 (1966, 1971, 1988, 1994, 2000, 2001, 2009)                          | 2               |
| 4    | Aston Villa             | 5 (1972, 1980, 2002, 2021, 2025)                                      | 3               |
| 5    | Manchester City         | 4 (1986, 2008, 2020, 2024)                                            | 9               |
| 5    | Liverpool               | 4 (1996, 2006, 2007, 2019)                                            | 4               |
| 5    | West Ham United         | 4 (1963, 1981, 1999, 2023)                                            | 4               |
| 8    | Everton                 | 3 (1965, 1984, 1998)                                                  | 4               |
| 8    | Tottenham Hotspur       | 3 (1970, 1974, 1990)                                                  | 2               |
| 8    | Ipswich Town            | 3 (1973, 1975, 2005)                                                  | 0               |
| 11   | Crystal Palace          | 2 (1977, 1978)                                                        | 2               |
| 11   | Sunderland              | 2 (1967, 1969)                                                        | 1               |
| 11   | Watford                 | 2 (1982, 1989)                                                        | 1               |
| 11   | Millwall                | 2 (1979, 1991)                                                        | 1               |
| 11   | Leeds United            | 2 (1993, 1997)                                                        | 1               |
| 11   | Newcastle United        | 2 (1962, 1985)                                                        | 0               |
| 11   | Norwich City            | 2 (1983, 2013)                                                        | 0               |
| 18   | Wolverhampton Wanderers | 1 (1958)                                                              | 4               |
| 18   | Coventry City           | 1 (1987)                                                              | 4               |
| 18   | Blackburn Rovers        | 1 (1959)                                                              | 3               |
| 18   | West Bromwich Albion    | 1 (1976)                                                              | 2               |
| 18   | Middlesbrough           | 1 (2004)                                                              | 2               |
| 18   | Burnley                 | 1 (1968)                                                              | 0               |
| 24   | Chesterfield            | 0                                                                     | 1               |
| 24   | Preston North End       | 0                                                                     | 1               |
| 24   | Swindon Town            | 0                                                                     | 1               |
| 24   | Birmingham City         | 0                                                                     | 1               |
| 24   | Cardiff City            | 0                                                                     | 1               |
| 24   | Bristol City            | 0                                                                     | 1               |
| 24   | Huddersfield Town       | 0                                                                     | 1               |
| 24   | Stoke City              | 0                                                                     | 1               |
| 24   | Charlton                | 0                                                                     | 1               |
| 24   | Doncaster Rovers        | 0                                                                     | 1               |
| 24   | Sheffield Wednesday     | 0                                                                     | 1               |
| 24   | Southampton             | 0                                                                     | 1               |
| 24   | Sheffield United        | 0                                                                     | 1               |
| 24   | Fulham                  | 0                                                                     | 1               |
| 24   | Nottingham Forest       | 0                                                                     | 1               |